# Satsuki Odo
Satsuki Odo (en japonés: 大藤沙月, Odo Satsuki; 16 de mayo de 2004) es una deportista japonesa que compite en tenis de mesa. Ganó una medalla de plata en el Campeonato Mundial de Tenis de Mesa de 2025, en la prueba de dobles mixto.

## Palmarés internacional
| Campeonato Mundial | Campeonato Mundial | Campeonato Mundial | Campeonato Mundial |
| Año                | Lugar              | Medalla            | Prueba             |
| ------------------ | ------------------ | ------------------ | ------------------ |
| 2025               | Doha (Catar)       | Medalla de plata   | Dobles mixto       |